# Ernobius melanoventris
Ernobius melanoventris is een keversoort uit de familie klopkevers (Anobiidae). De wetenschappelijke naam van de soort is voor het eerst geldig gepubliceerd in 1957 door Ruckes.